# Metopia staegerii
Metopia staegerii är en tvåvingeart som beskrevs av Camillo Rondani 1859. Metopia staegerii ingår i släktet Metopia och familjen köttflugor.
Artens utbredningsområde är Danmark. Arten är reproducerande i Sverige. Inga underarter finns listade i Catalogue of Life.